# Cornelis Schrevel
Cornelis Schrevel, en latin Cornelius Schrevelius (1608-1664), est un médecin et philologue néerlandais.

## Biographie
Né à Haarlem, il étudie la médecine à l'université de Leyde, et remplace son père Theodorus Schrevelius à la tête du collège de Leyde en 1642.

## Œuvres
- Le Lexicon manuale graeco-latinum qui a été longtemps un classique. Traduit en une demi-douzaine de langue, il a été augmenté par Joseph Hill en 1663. Il a été réimprimé par FI. Lécluse (Paris, 1820) et traduit en français par Quénon (1809).
- Il a donné des éditions d'auteurs latins : Juvénal, Hésiode, Térence, Virgile, Horace, Quinte Curce qui font partie de la collection dite Variorum.